# Parfumerie

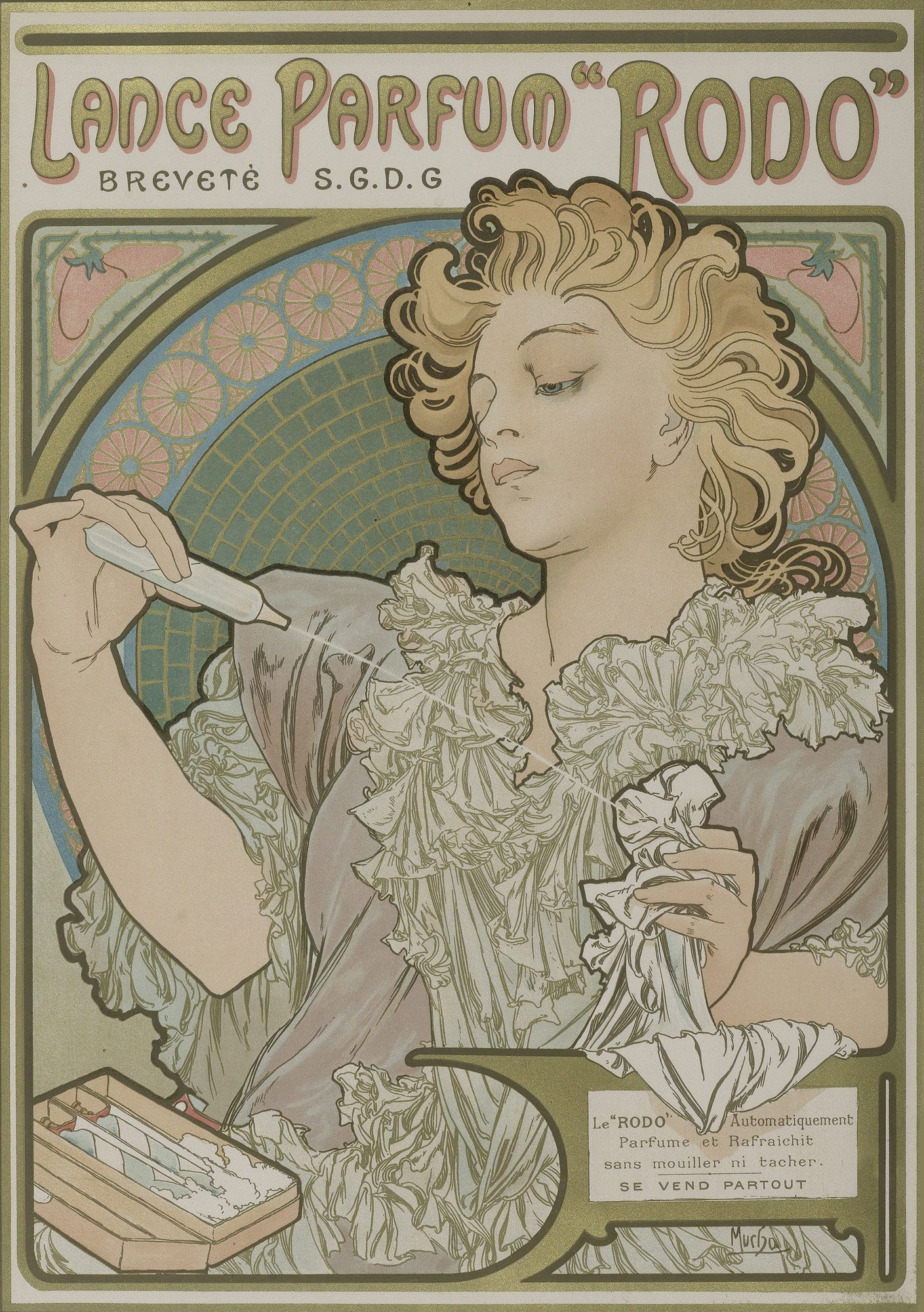
Alfons Mucha: Plakát s reklamou na parfémy Rodo, Paříž 1896-97

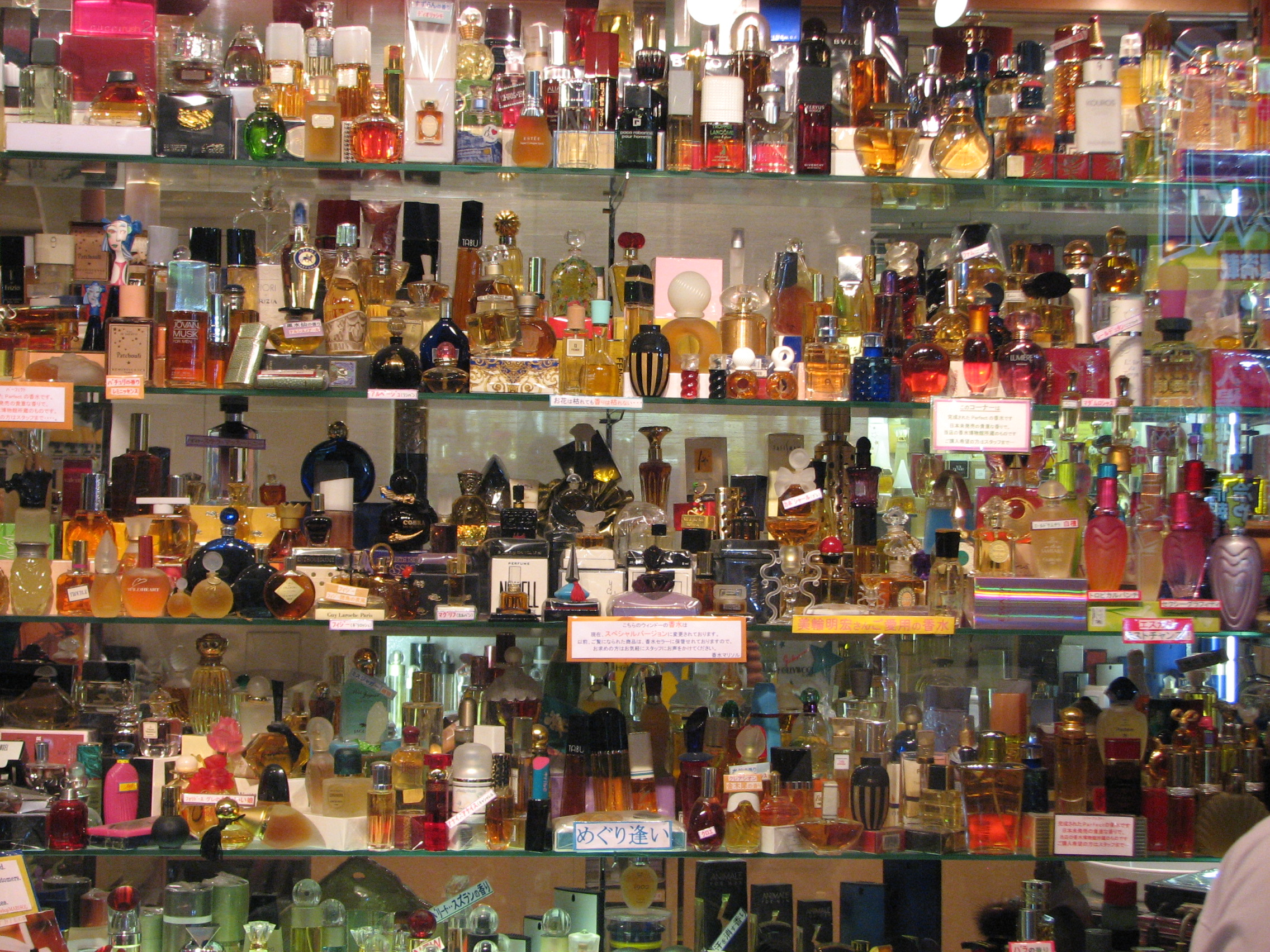
Parfumerie - obchod v Číně

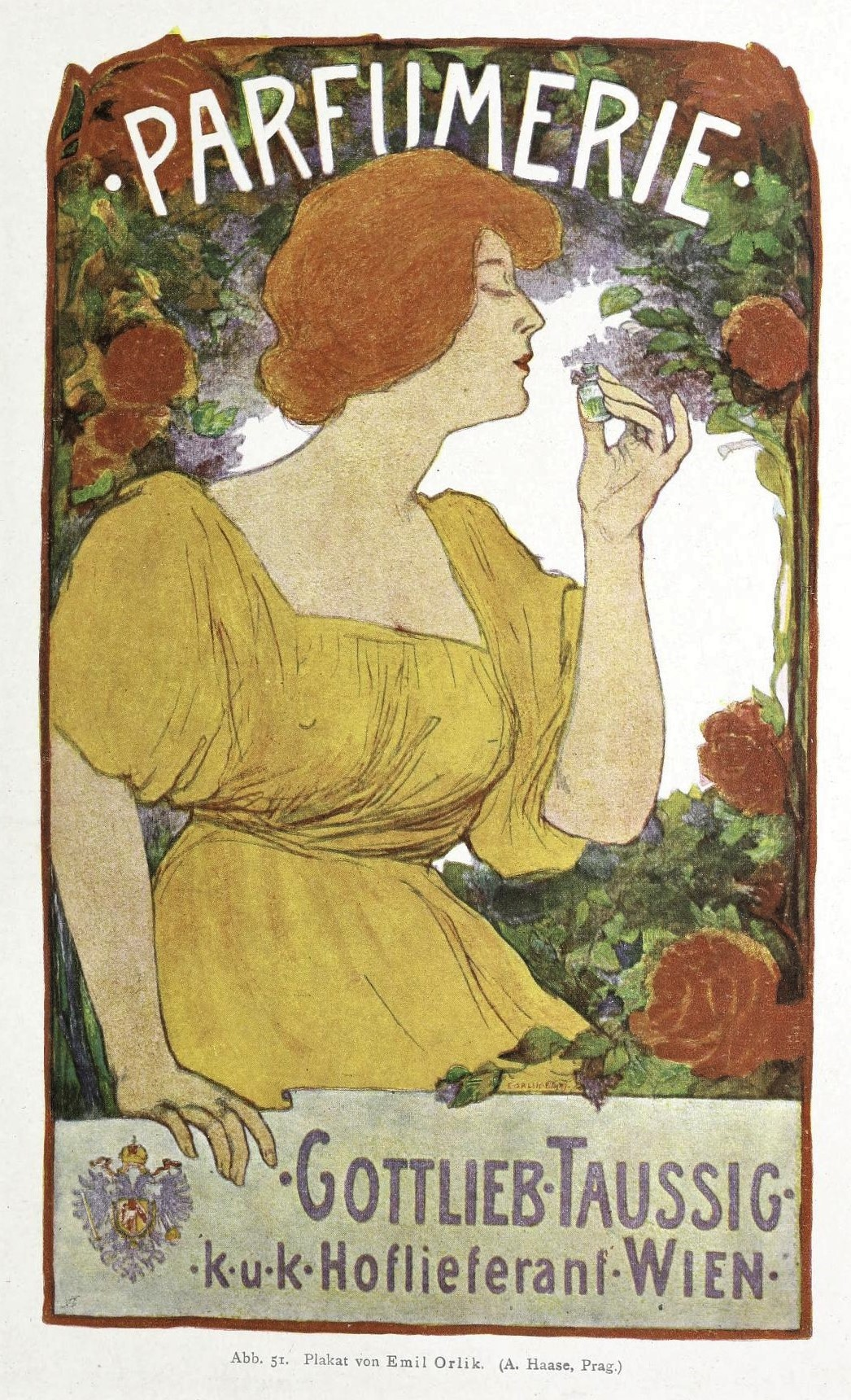
Emil Orlik:Plakát pro parfumeriii Gottlieba Taussiga ve Vídni

Slovo parfumerie (z francouzštiny) označuje obvykle maloobchodní prodejní jednotku s výrobky kosmetickým, voňavkářským a mýdly. Původní význam slova i dosud užívaný termín ve Francii takto označoval i celou výrobnu kosmetiky a parfémů. V přeneseném významu slova se tak někdy označuje i samotný výrobek. Chodící parfumerie je pejorativní označení pro osobu, která parfému užívá příliš.
Termín je odvozen od slova parfém, což je synonymum pro slovo voňavka.

## Historie
Specialisté na výrobu vonných esencí živočišného i rostlinného původu se objevili již ve vyspělých říších starověku, v Egyptě, Řecku či Římě. Užívali živočišné i rostlinné zdroje esencí a vyvinuli pro ně speciální skleněné či keramické lahvičky (například lékythos, aryballos). Středověké parfumerie rozlišovaly dvojí funkci: služebníka či služebnici, který měl připravoval parfémy v privátní službě panstvu, nebo je poskytoval v rámci lázní, a výrobce, kterým byl lékárník, chemik či alchymista, který své výrobky buď sám prodával, nebo přenechával obchodníkům. Společenský význam parfémů vedl v 17. a 18. století v chemii k rozvoji výrobních postupů a vytvoření manufakturního a posléze průmyslového odvětví parfumerie, které existuje dosud. Vůdčí postavení měli až do konce 19. století velcí výrobci francouzští. Mezi prvními byli Jean Marie Farina , tvúrce kolínské vody, a Jean-François Houbigant , který svou první firmu otevřel roku 1775 v Paříži v ulici Rue du Faubourg-Saint-Honoré a laboratoř měl v Neuilly-sur-Seine. V jeho podnicích pokračoval syn Armand-Gustave Houbigant, na jehož jméno dosud upomíná název jednoho parfému.

## Typy parfumérií
Parfumérie jsou zpravidla kamennými obchody, ale mohou být i v podobě internetových obchodů s parfémy a kosmetikou. Výhodou kamenných parfumérií je možnost degustace parfému, tedy vyzkoušení vůně. Internetové obchody takové možnosti nemají. Jako alternativu prodávají vzorky parfémů, aby zákazník mohl parfém otestovat. V menších prodejnách může být sortiment parfumerie spojen s příbuzným obchodním oborem, jímž je drogerie, resp. drogistický sortiment.
- Kamenné parfumérie (tradiční světové firmy Houbigant, Coco Chanel, (Dior), Yves Rocher, Douglas, značky Sephora, Fann, ...)
- Internetové parfumérie (Elnino, Notino)

## Certifikace
Parfumérie, které jsou certifikovanými obchody, dávají zákazníkům záruku bezpečného a bezproblémového nákupu. Certifikovaný obchod průběžně informuje zákazníka o stavu a průběhu celého nákupního procesu. Zavazuje se k dodržování garančních podmínek daného obchodu. Jakými jsou např. garantované dodací lhůty, zkrácené termíny pro vyřízení reklamací, garance jakosti zboží.

### Typy certifikací
- Certifikát APEK - Česká kvalita, Kodex terminologie lhůt dodání
- Certifikát Ecommerce Europe Trustmark - značka důvěryhodnosti Ecommerce Europe
- SAOP audit
- Ověřeno zákazníky - hodnocení e-shopů srovnávačem cen Heureka.cz
- ShopRoku.cz - soutěž e-shopů pořádaná srovnávačem cen Heureka.cz

## Odraz v umění
- Patrick Süskind: Parfém; ačkoliv žánr tohoto románu je kriminální, faktograficky obšírně a přesně líčí výrobní postupy a provoz francouzské parfumerie 18. století.
- Parfém: Příběh vraha - film natočený podle románu Patricka Süskinda.